# Rifugio Pialeral
Il rifugio Pialeral è un rifugio situato sulla Grigna settentrionale, nel comune di Pasturo, in provincia di Lecco. È situato a 1400 m d'altezza nell'omonima località. È di proprietà privata. Il vecchio rifugio Tedeschi, invece, apparteneva al CAI-SEM.

## Storia
Il rifugio fu inaugurato negli anni dieci col nome di Capanna Pialeral, che prende il nome dall'omonima località. Rimase intatto fino al 1944, anno in cui, come molti altri rifugi, fu distrutto dai nazifascisti. Successivamente venne ricostruito e fu intitolato a Mario Tedeschi, un alpinista benefattore e promotore dell'alpinismo popolare.
Nell'inverno del 1986 una grossa slavina staccatasti dalla Grigna settentrionale distrusse l'intero edificio i cui resti sono ancora visibili nelle vicinanze. La settimana successiva alla valanga, l'attuale gestore assieme alla madre, prese in gestione una casetta poco più a valle che poi intitolò ad Antonietta (la mamma) e che è l'attuale rifugio Pialeral. Successive migliorie furono poi apportate tra il 2000 e il 2010 su aiuto del comune di Pasturo.

## Accessi
- Da Pasturo: 1h 30min +800mt
- Dal Colle di Balisio: 1h 20min +700mt
- Dal Pian dei Resinelli: 2h 20min -300/+350mt

## Ascensioni
Al Rifugio Brioschi. Esistono due vie, quella invernale e quella estiva. La prima permette di raggiungere la vetta della Grigna settentrionale passando per il bivacco Riva-Girani alla località Comolli e superando il cosiddetto "Muro del Pianto", un tratto ripido che in circa un'oretta permette di raggiungere la cresta, superando un dislivello di circa 500m; si continua seguendo il tracciato marcato dalle paline e in mezz'ora si raggiunge il rifugio. È possibile percorrere la via invernale anche nelle altre stagioni, ma solo nel caso in cui l'eventuale neve presente risulti ben assestata.
La via estiva, più lunga ma meno impegnativa, taglia a metà il versante sud della montagna e sale verso il Bivacco Merlini, presso la Bocchetta della Bassa. Da qui, con un ulteriore strappo di circa 300m si giunge al rifugio.

## Traversate
Ai Piani Resinelli per la Traversata Bassa. 2h 20min -350/+300mt. Dal rifugio si scende piuttosto ripidamente al guado di un torrente. Poi si risale più dolcemente verso l'Alpe Mus'cera. Il percorso è successivamente una carrareccia pianeggiante. Si arriva al Rifugio Soldanella, poi in 5 minuti di discesa su una strada asfaltata, si raggiunge il parcheggio.